# Kaliotoxin 2
Kaliotoxin 2 (synonym Kaliumkanaltoxin alpha-KTx 3.5) ist ein Toxin aus dem Skorpion Androctonus australis.

## Eigenschaften
Kaliotoxin 2 ist ein Protein und Skorpiontoxin aus A. australis, wie auch Kaliotoxin 1. Es bindet und hemmt Dendrotoxin-sensitive spannungsgesteuerte Kaliumkanäle. Kaliotoxin 1 und 2 sind strukturell am nächsten mit Agitoxin 1, Agitoxin 2 und Agitoxin 3 verwandt.